# Ракетни крайцери тип „Белнап“
Белнап (на английски: Belknap) са серия ракетни крайцери на ВМС на САЩ. До 1975 г. са класифицирани като ракетни лидери (Destroyer leader guided), в съветската преса се именуват фрегати. Всичко от проекта са построени 9 единици: „Белнап“ (на английски: USS Belknap (DLG-26)), „Джоузеф Даниълс“ (на английски: USS Josefus Daniels (DLG-27)), „Уейнрайт“ (на английски: USS Wainwright (DLG-28)), „Джует“ (на английски: USS Jouett (DLG-29)), „Хорн“ (на английски: USS Horne (DLG-30)), „Стерет“ (на английски: USS Sterret (DLG-31)), „Уилям Х. Стендли“ (на английски: USS William X. Standley (DLG-32)), „Фокс“ (на английски: USS Fox (DLG-33)) и „Бидл“ (на английски: USS Biddle (DLG-34)). Основното им предназначение е ПВО на авионосните съединения. Имат своя атомна версия – „USS Truxtun (CGN-35)“ („Трукстън“), построен в единствен екземпляр.
Всички кораби от този тип са утилизирани в периода 1993 – 1995 г.

## Представители на проекта
Данните са според военноморския регистър на САЩ.
| Номер | Название                        | Корабостроителница    | Заложен на     | Спуснат на | В строй от     | Изваден от флота на | Забележки |
| ----- | ------------------------------- | --------------------- | -------------- | ---------- | -------------- | ------------------- | --------- |
| CG-26 | USS Belknap (CG-26)             | Bath                  | 05.02.1962     | 20.07.1963 | 07.11.1964     | 15.02.1995          |           |
| CG-27 | USS Josephus Daniels (CG-27)    | Bath                  | 23.04.1962     | 02.12.1963 | 08.05.1965     | 21 януари 1994      |           |
| CG-28 | USS Wainwright (CG-28)          | Bath                  | 02.07.1962     | 25.04.1964 | 8 януари 1966  | 15.11.1993          |           |
| CG-29 | USS Jouett (CG-29)              | Puget Sound           | 25.09.1962     | 30.06.1964 | 10.12.1966     | 28 януари 1994      |           |
| CG-30 | USS Horne (CG-30)               | San Francisco         | 12.12.1962     | 30.10.1964 | 15.04.1967     | 04.02.1994          |           |
| CG-31 | USS Sterett (CG-31)             | Puget Sound           | 25.09.1962     | 30.06.1964 | 08.04.1967     | 24.03.1994          |           |
| CG-32 | USS William H. Standley (CG-32) | Bath                  | 29.07.1963     | 19.12.1964 | 09.07.1966     | 11.02.1994          |           |
| CG-33 | USS Fox (CG-33)                 | Todd Pacific, Seattle | 15 януари 1963 | 21.11.1964 | 08.05.1966     | 15.04.1994          |           |
| CG-34 | USS Biddle (CG-34)              | Bath                  | 09.12.1963     | 02.07.1965 | 21 януари 1967 | 30.11.1993          |           |

## Коментари
1. ↑  Всички данни са към момента на влизане в строй, привеждат се по справочника на Conway.
2. ↑  Буквите показват принадлежността към определен класː ВВ – линкор, СС, CL, СА – съответно линеен, лек или тежък крайцер, CV – самолетоносач, DD – разрушител, SS – подводница и т.н.